# وست مورلند (نیوهمپشایر)
وست مورلند (به انگلیسی: Westmoreland) یک منطقهٔ مسکونی در ایالات متحده آمریکا است که در شهرستان چشایر، نیوهمپشایر واقع شده‌است.
 وست مورلند ۹۵٫۵ کیلومتر مربع مساحت و ۱٬۸۷۴ نفر جمعیت دارد و ۱۲۷ متر بالاتر از سطح دریا واقع شده‌است.